# Voss
lat_seclon_seclon_minlat_deglon_deglat_min
 je naselje in istoimenska občina v norveški administrativni regiji Hordaland.
Okrožje Voss je bilo ustanovljeno 1. januarja 1838, januarja 1868 je bilo iz njega izvzeto okrožje Vossestrand, 1. januarja 1886 še pa okrožje Evanger. Celotni Vossestrand in velik del Evangerja sta bila ponovno združeni z Vossom 1. januarja 1964.
Središče okrožja je naselje Voss ali Vossevangen. Leži ob glavni cesti in železnici, ki povezuje Oslo in Bergen, okrog 100 kilometrov vzhodno od Bergna. Prebivalstvo se večinoma preživlja s poljedelstvom in turizmom, tako letnim kot zimskim.
1. ↑  »Forskrift om målvedtak i kommunar og fylkeskommunar« (v norveščini). Lovdata.no.